# Acrocercops argentigera
Acrocercops argentigera är en fjärilsart som beskrevs av Diakonoff 1955. Acrocercops argentigera ingår i släktet Acrocercops och familjen styltmalar.
Artens utbredningsområde är Papua Nya Guinea. Inga underarter finns listade i Catalogue of Life.